# Peggy Lucie Auleley
Peggy Pâquerette Lucie Auleley, née en 1971, est une autrice gabonaise.
Elle remporte le deuxième prix du concours de la littérature pour la jeunesse en 1998.

## Biographie
Peggy Auleley est née en septembre 1971 à Libreville d'un père originaire de Guinée Conakry et d'une mère gabonaise.

## Œuvre littéraire
Peggy Auleley écrit son recueil de poèmes intitulé Rêves d'enfants dans le cadre du concours de Littérature pour la jeunesse organisé par l’ACCT (Agence de Coopération Culturelle et Technique), actuelle OIF (Organisation Internationale de la Francophonie) en 1998. Elle écrit par la suite plusieurs ouvrages dont le récit Les larmes du soleil où elle parle des enfants défavorisés et le conte Nzamaligué un hommage à l’acceptation de la différence.

## Publications
- Rêves d'enfants, ACCT, 1998[5].
- Les Larmes du soleil, Odette Maganga, 2012[6].
- L'Héritière du jaspe, Odette Maganga, 2012[7].
- Soleils étranglés, La doxa, 2015[8].
- Nzamaligué, La Doxa Editions, 2016 [9].

## Distinctions
- 3e prix de la première édition du concours initié par le Programme de lutte contre le Sida (PLNS) en 1996[3].
- 2e prix du concours de la littérature pour la jeunesse initié par l'ACCT en 1998[3].